# Tsubasa Shibuya
Tsubasa Shibuya (jap. 渋谷 飛翔, Shibuya Tsubasa; * 27. Januar 1995 in der Präfektur Tokio) ist ein japanischer Fußballspieler. 

## Karriere
Tsubasa Shibuya erlernte das Fußballspielen in den Jugendmannschaften von Mikki SC und Verdy SS Leste sowie in der Schulmannschaft der Kanto Daiichi High School. Seinen ersten Vertrag unterschrieb er 2013 beim Yokohama FC. Der Club aus Yokohama, einer Großstadt in der Präfektur Kanagawa, spielte in der zweithöchsten Liga des Landes, der J2 League. Für den Verein stand er 25-mal im Tor. 2017 wechselte er zum Ligakonkurrenten Nagoya Grampus nach Nagoya. Am Ende der Saison 2017 belegte Nagoya den dritten Tabellenplatz und stieg in die erste Liga auf. Am 30. Oktober 2021 stand er mit Nagoya im Finale des J.League Cup. Das Finale gegen Cerezo Osaka gewann man mit 2:0. Im Januar 2023 verließ er den Verein und schloss sich dem Zweitligisten Ventforet Kofu an. Für den Verein aus Kōfu bestritt er 29 Ligaspiele. Nach zwei Spielzeiten verließ er den Verein und schloss sich im Januar 2025 dem Erstligaaufsteiger Yokohama FC an.

## Erfolge
Nagoya Grampus
- Japanischer Ligapokalsieger: 2021